# Grande Prêmio do Catar de 2024
O Grande Prêmio do Catar de 2024 (formalmente denominado Formula 1 Qatar Airways Qatar Grand Prix 2024) foi a vigésima terceira etapa do Campeonato Mundial de Fórmula 1 de 2024. disputada em 1 de dezembro no Circuito Internacional de Lusail, em Lusail, no Qatar.

## Resumo

### Contexto
O Grande Prêmio de 57 voltas começa às 19:00, horário local (UTC+3), no domingo, 1º de dezembro. O fim de semana também conta com corridas da Porsche Carrera Cup Middle East, da F1 Academy e da Fórmula 2 que ocorrerão em intervalos ao longo dos dias.
A McLaren tem a oportunidade de garantir seu nono título do Campeonato Mundial de Construtores nesta corrida, o primeiro desde 1998. Na conclusão deste Grande Prêmio, resta uma corrida no Campeonato Mundial de Fórmula 1 de 2024, com 44 pontos ainda disponíveis. A McLaren pode ganhar o título se superar a Ferrari em pelo menos 20 pontos, e não for superada pela Red Bull Racing por mais de 9. O título não pode ser decidido no final da corrida sprint.
A fornecedora de pneus Pirelli disponibilizou os compostos de pneus C1, C2 e C3 (os três mais duros da sua linha), designados como duro, médio e macio, respectivamente, para as equipes usarem no evento.
Após ter passado por problemas com pneus no GP do Qatar do ano anterior, onde os pilotos foram limitados a das no máximo 18 voltas com cada jogo de pneus, Pirelli e FIA trabalharam de maneira conjunta em medidas que viabilizem mais segurança aos pilotos. A zebras em formato de pirâmide, que foram apontadas como as principais culpadas pelas adversidades, tiveram suas pontas arredondadas em sete das 16 curvas do traçado, sendo elas as curvas 1, 2, 4, 10 e na sequência da 12 até a 14. Tais locais são, exatamente, onde os pneus foram submetidos ao maior estresse na prova anterior. Além do mais, para evitar que os pilotos ultrapassassem os limites de pista, algumas faixas de brita foram instaladas atrás das zebras em determinados pontos do circuito.
A única sessão de treinos livres acontece em 29 de novembro de 2024, às 16h30, horário local (UTC+3).

### Sprint
Qualificação
A qualificação da sprint acontece em 29 de novembro de 2024, às 20h30, horário local (UTC+3), e determina a ordem do grid de largada para a corrida sprint.
O SQ1 teve duração de 12 minutos. Os tempos começaram com Charles Leclerc anotando 1m23s259. Com os pilotos permanecendo na pista, os tempos foram caindo, provocando grandes alterações na tabela de tempos. Restando quatro minutos para o final, os dez primeiros eram: Leclerc, Sainz, Verstappen, Noris, Russell, Magnussen, Bottas, Albon, Stroll e Alonso. A sessão avançou e Lando Norris registrou 1m22s021 e na sequência George Russell ficou com a segunda posição, marcando exatamente o mesmo tempo que o piloto da McLaren. Com o cronômetro já zerado, Hamilton conseguiu a quinta posição, subindo na tabela de tempos. Alexander Albon conseguiu a eliminação de Sergio Pérez. Os eliminados foram: Sergio Pérez, Yuki Tsunoda, Esteban Ocon, Zhou Guanyu e Franco Colapinto.
O SQ2 teve duração de dez minutos. A maior parte dos pilotos deixou os boxes assim que eles abriam, com exceção de Valtteri Bottas, liberado para a pista apenas quando restavam seis minutos para o final do SQ2. Logo Leclerc apareceu na ponta, com o tempo de 1m22s130. Porém acabou sendo superado por Oscar Piastri que marcou 1m22s050 para ocupar a terceira posição, enquanto Verstappen obteve exatamente o mesmo tempo que o piloto da McLaren. A sessão continuou e Magnussen e Piastri tiveram os tempos de volta deletada. Já com o cronômetro zerado, Liam Lawson surgiu na décima posição, se livrando de uma eliminação. Passaram também Hülkenberg e Gasly. Os eliminados foram: Fernando Alonso, Alexander Albon, Valtteri Bottas, Lance Stroll e Kevin Magnussen.
O SQ3 teve oito de duração. Os pilotos usaram os pneus macios para buscar a volta rápida. Pierre Gasly abriu a tabela de tempos marcando 1m22s341. Leclerc foi o primeiro a conseguir uma volta na casa de 1m21s705, entretanto Lando Norris conseguiu andar ainda mais rápido que o piloto da Ferrari, registrando 1m21s012, para garantir a ponta. Oscar Piastri então conseguiu o tempo de 1m21s171, para ser o segundo colocado. Norris desistiu de tentar virar uma segunda volta rápida, seguindo para os boxes na sequência. Russell conseguiu melhorar o seu tempo, para ficar em segundo lugar, tirando Piastri da posição. O britânico da Mercedes marcou 1m21s075, ficando separado do líder por 0s063. Sainz se estabeleceu na quarta posição, com Leclerc ficando em quinto. Verstappen foi apenas o sexto, com Hamilton em sétimo. Gasly, Hülkenberg e Lawson completaram o Top 10.
Corrida
A corrida sprint acontece em 30 de novembro de 2024, às 17:00, horário local (UTC+3), e contando com 19 voltas.
Na largada, Norris seguiu à frente enquanto seu companheiro de equipe, Piastri, assumiu a vice-liderança da corrida ao ultrapassar Russell. Sainz manteve-se em quarto lugar porém tendo agora Hamilton na posição de trás - o heptacampeão ganhou duas posições, superando Verstappen e Leclerc. O tetracampeão, Verstappen, foi quem mais perdeu posições no início da sprint: de sexto, foi para o nono lugar.
Nas três primeiras voltas, Norris abriu mais de 1s de vantagem sobre Piastri, evitando que o australiano pudesse utilizar a asa móvel quando o dispositivo foi autorizado. Na quarta volta, Piastri teve que defender-se de uma tentativa de ultrapassagem de Russell. O piloto da Mercedes, entretanto, não conseguiu avançar, e reclamou do rival ter jogado o carro em sua direção para evitar a manobra.
Na sétima volta, Piastri conseguiu reduzir a desvantagem para Norris e todos os cinco primeiros colocados estavam separados por menos de 1s. Leclerc chegou em Hamilton na 13.ª volta, chegando a tocar a roda traseira direita na Mercedes do adversário, e efetuou a ultrapassagem pelo quinto lugar. A corrida seguiu estável a partir daí, embora Russell tenha arriscado mais uma manobra sobre Piastri na volta final, que falhou.
Nos últimos metros, Norris reduziu e deixou que o companheiro de equipe, Piastri, passasse e vencesse a prova. Minutos antes, Norris havia relatado à McLaren que sofria com a degradação de seus pneus, e perguntou se deveria acelerar para ajudar Piastri a distanciar-se de Russell e Sainz.
Norris foi aconselhado três vezes a não ceder ao companheiro Piastri. Seu engenheiro, Will Joseph, entrou no rádio duas vezes durante a sprint para afirmar que a dupla deveria encerrar a corrida na ordem de momento, ou seja, com Lando na frente. Joseph também havia posicionado-se contra a 'entregada' antes da prova.

### Qualificação
A qualificação ocorre em 30 de novembro de 2024, às 21:00, horário local (UTC+3), e determina a ordem do grid de largada para a corrida principal.

#### Q1
Assim que os 18 minutos do Q1 foram iniciados, a maior parte dos pilotos apostava nos pneus macios, enquanto George Russell foi liberado para a pista com os pneus médios. As duplas da Alpine, Ferrari, Aston Martin e Mercedes, fizeram a primeira tentativa de volta rápida com pneus macios usados. Kevin Magnussen escapou da pista, cometendo um erro quando se preparava para abrir uma volta rápida.
As primeiras voltas registradas estavam na casa de 1m22s. Lando Norris era líder brevemente com o tempo de 1m22s029, porém, em seguida Max Verstappen conseguiu marcar 1m21s713.
Mesmo usando um jogo de pneus macios novos, a primeira volta rápida de Sergio Pérez foi apenas na casa de 1m22s478m ocupando o décimo lugar. George Russell conseguiu bater o tempo de Verstappen, cravando 1m21s519, em uma boa apresentação com a Mercedes. Todavia, Lewis Hamilton era o sexto colocado com 1m22s257.
Restando dez minutos para o final, alguns pilotos já tinham colocado pneus macios novos, como foi o caso da dupla da Aston Martin.
Restando três minutos para o final, estavam na zona de elimanação: Hülkenberg, Albon, Zhou, Colapinto e Ocon. Imprimindo um ritmo forte, Russell melhorou ainda mais a seu tempo, evoluindo para 1m21s335, se mantendo na dianteira. Com o cronômetro zerado, Leclerc se tornou o líder com 1m21s278. Valtteri Bottas abandonou a décima quarta posição, para se tornar o décimo primeiro com o tempo de 1m21s927.
Foram eliminados: Alexander Albon (Williams), Liam Lawson (Racing Bulls), Nico Hülkenberg (Haas), Franco Colapinto (Williams) e Esteban Ocon (Alpine).

#### Q2
Ao inicou dos 15 minutos do Q2, as duplas da Ferrari e Mercedes, optaram por mandarem à pista seus pilotos usando pneus macios usados.
Verstappen superou Russell com o tempo de 1m21s085. Após a primeira volta rápida, Piastri ocupou a terceira posição, acompanhado por Norris. Pérez completava a quinta posição, com a volta rápida marcada utilizando pneus macios novos.
Faltando 8 minutos para o final do Q2, estavam na zona de eliminação: Bottas, Zhou, Tsunoda, Stroll e Alonso. O piloto espanhol da Aston Martin abvortou a tentativa de volta rápida e retornou para os boxes.
Os pilotos que fariam nova tentativa de volta rápida voltaram ao traçado. Alonso então foi tentar uma volta rápida, a fim de safar-se de uma eliminação. Com o tempo de 1m21s208, Alonso conseguiu o oitavo lugar. Verstappen extraiu mais do seu carro, marcando 1m20s687, acompanhado por Norris com 1m20s983, contra 1m21s0 de Leclerc.
Os eliminados foram: Pierre Gasly (Alpine), Zhou Guanyu (Kick Sauber), Valtteri Bottas (Kick Sauber), Yuki Tsunoda (Racing Bulls) e Lance Stroll (Aston Martin).

#### Q3
Ao se iniciarem os 12 minutos do Q3, apenas Magnussen, Alonso e Pérez foram para a pista com pneus macios usados. A Red Bull Racing optou por manter o neerlandês mais tempo nos boxes, esperando os outros competidores marcarem suas voltas rápidas.
Russell então se tornou o líder da classificação, com o tempo de 1m20s575, quebrando o recorde do circuito. Leclerc se colocou na segunda posição, com 1m20s885. Norris cometeu um erro e abortou a sua busca pela volta rápida, para utilizar um último jogo de pneus macios.
Quando Verstappen completou a sua volta, o neerlandês cravou 1m20s620, para se colocar na segunda posição, com uma diferença de 0s045 para Russell. Como Norris não conseguiu fixar uma boa volta no início do Q3, o piloto abortou o giro e preparou-se para uma nova tentativa. O trânsito era intenso, com os pilotos negociando espaço no final da classificação para ter a oportunidade de abrir uma nova volta.
Leclerc, Hamilton, Sainz, Piastri e Pérez, contatavam com um pneu novo macio para o final da classificação. Alonso só tinha um jogo de pneus para disputar o Q3, e foi para a pista apenas no final da sessão.
Com o cronômetro já zerado, Max Verstappen marcou a pole com 1m20s520, superando Russell em 0s055. Norris conseguiu a terceira posição, a frente de Piastri. Alonso conseguiu a oitava posição no grid a largada, com o tempo de 1m21s251.
Ao final da classificação, Verstappen bloqueou Russell, atrapalhando a volta rápida do piloto da Mercedes. Como consequência disso, Verstappen perdeu sua pole position após ser penalizado com uma posição no grid pelos comissários após um incidente com Russell durante a parte final da qualificação no Catar. O tempo de volta do neerlandês foi bom o suficiente para lhe conceder a posição de honra, porém os comissários optaram por penalizá-lo por dirigir desnecessariamente devagar à frente da Mercedes.
O piloto da Red Bull estava em uma volta lenta enquanto se preparava para sua tentativa final no Q3 com a Mercedes de Russell rapidamente o alcançando. No final, Russell foi forçado a tomar uma ação evasiva através da caixa de brita, o que ele mais tarde teorizou que poderia ter afetado sua volta.
Em um documento publicado pela FIA, os comissários explicaram que ouviram os pilotos e seus representantes de equipe, combinando esse depoimento com uma revisão de uma série de dados, incluindo telemetria, rádio da equipe e filmagens de bordo. Eles notaram que Russell declarou que “se um carro estava indo devagar em uma curva de alta velocidade, ele não deveria estar na linha de corrida”, entretanto concluíram que o caso era “complicado” e não justificava a penalidade usual de três posições no grid, já que nenhum dos pilotos estava em uma volta de aceleração.
Verstappen começará o Grande Prêmio do Catar em segundo lugar no grid, dando a vantagem da pole position ao piloto da Mercedes antes da corrida de 57 voltas.

### Corrida
A corrida acontece em 1º de dezembro de 2024, às 19:00, horário local (UTC+3), e está programada para ser disputada em 57 voltas.
Na largada, Russell e Verstappen saíram lado a lado até a primeira curva, quando o neerlandês colocou seu carro à frente. Norris apareceu na parte de fora da curva, cercando o tetracampeão ao lado de Russell. Ele também chegou a avançar alguns metros em relação aos dois rivais com foco na liderança. Porém, a posição ficou com o piloto da RBR. Já Hamilton perdeu duas posições.
No final do grid, o 18.º colocado Nico Hülkenberg colidiu com o 19.º Franco Colapinto e o último colocado, Esteban Ocon. Ocon da Alpine foi espremido pelos rivais e, enquanto Hülkenberg da Haas apenas rodou, seus adversários não tiveram a mesma sorte e abandonaram.
A colisão entre eles chegou a tirar faíscas dos carros; mais à frente, o 15.º colocado Lance Stroll tocou em Alexander Albon, 16.º na largada, e fez Albon da Williams rodar. Stroll recebeu 10s pelo contato, e abandonaria a prova oito voltas depois.
A relargada ocorreuna volta cinco, e, a partir daí, seguiu sem mudanças, com Verstappen liderando à frente de Norris e Russell. Piastri seguia firme na quarta colocação. Russell da Mercedes foi o primeiro deles a para nos boxes, na 24.ª volta, trocando os pneus médios pelos duros. Leclerc seguia em quinto lugar acompanhado de Sainz. Com a parada de Russell, eles subiram para quarto e quinto, respectivamente.
No giro 32, um retrovisor do carro de Albon se soltou. A princípio, a direção de provas sinalizou o trecho com bandeiras amarelas - e Norris foi o único a não reduzir. Com a peça solta na pista, Bottas, Hamilton e Sainz passaram por cima dela, quebrando e espanhando vários estilhaços pela pista. Hamilton e Sainz ainda sofrenram com furos nos pneus.
Os dois entraram nos boxes na 35.ª volta, seguidos por Piastri. A direção de prova mandou o carro de segurança à pista pela segunda vez para a limpeza do trecho. Vários pilotos, incluindo Verstappen, Norris e Leclerc, fizeram seus pit stops. Leclerc havia entrado no top 3 graças ao pit stop de Piastri, momentos antes da bandeira amarela.
O carro de segurança deixou a pista após cinco voltas. Verstappen manteve Norris atrás dele na relargada, fechando a porta para o rival. Pérez rodou e parou na brita. Na volta 10, Hülkenberg teve o mesmo fim.
Pela terceira vez, o carro de segurança foi acionado, o que durou mais três voltas atrás. Na relargada, nenhuma mudança na frente do pelotão, exceto por Norris, punido com um stop and go de 10s porque não desacelerou sob as bandeiras amarelas. O piloto da McLaren visitou o pit lane para cumprir a sanção no 46.º giro, cedendo o segundo lugar para Leclerc, e voltou em 15.º.
Depois dele, Hamilton foi punido com um drive through exceder o limite de velocidade no pit lane. O heptacampeão, apenas 11.º colocado, cumpriu a punição no giro 48. E a menos de quatro voltas da bandeirada, mais uma: desta vez de 10s para Albon, por um contato com Kevin Magnussen no começo da corrida.
Na volta 55, Sainz ainda continuava tentando recuperar a posição perdida para Gasly. Com o término da prova, Verstappen venceu a prova, seguido por Leclerc e Piastri que completaram o pódio. Após a punição aplicada, Lando Norris ainda conseguiu terminar em 10.º lugar. A prova foi encerrada e George Russell recebeu uma punição de cinco segundos por infração durante o  carro de segurança, porém por conta da distância de Gasly para o piloto da Mercedes, ele permanece com o quarto lugar. Sergio Pérez será investigado no pós-corrida, por voltar de forma insegura para a pista.
Guanyu Zhou cruzou em oitavo lugar e marcou os primeiros 4 pontos da Sauber na temporada 2024 e foi o Piloto do Dia.

## Resultados

### Sprint Shootout
| Pos.                | N° | Piloto           | Construtor                 | Tempos de qualificação | Tempos de qualificação | Tempos de qualificação | Sprint grid |
| Pos.                | N° | Piloto           | Construtor                 | SQ1                    | SQ2                    | SQ3                    | Sprint grid |
| ------------------- | -- | ---------------- | -------------------------- | ---------------------- | ---------------------- | ---------------------- | ----------- |
| 1                   | 4  | Lando Norris     | McLaren-Mercedes           | 1:21.356               | 1:21.231               | 1:21.012               | 1           |
| 2                   | 63 | George Russell   | Mercedes                   | 1:22.021               | 1:21.488               | 1:21.075               | 2           |
| 3                   | 81 | Oscar Piastri    | McLaren-Mercedes           | 1:22:218               | 1:21.548               | 1:21.171               | 3           |
| 4                   | 55 | Carlos Sainz Jr. | Ferrari                    | 1:21.838               | 1:21.809               | 1:21.281               | 4           |
| 5                   | 16 | Charles Leclerc  | Ferrari                    | 1:22.156               | 1:21.818               | 1:21.308               | 5           |
| 6                   | 1  | Max Verstappen   | Red Bull Racing-Honda RBPT | 1:22.033               | 1:21.784               | 1:21.315               | 6           |
| 7                   | 44 | Lewis Hamilton   | Mercedes                   | 1:22.151               | 1:21.734               | 1:21.474               | 7           |
| 8                   | 10 | Pierre Gasly     | Alpine-Renault             | 1:22.586               | 1:22.352               | 1:21.978               | 8           |
| 9                   | 27 | Nico Hülkenberg  | Haas-Ferrari               | 1:22.569               | 1:22.318               | 1:22.088               | 9           |
| 10                  | 30 | Liam Lawson      | RB-Honda RBPT              | 1:22:705               | 1:22.393               | 1:22.577               | 10          |
| 11                  | 14 | Fernando Alonso  | Aston Martin-Mercedes      | 1:22.499               | 1:22.433               | N/A                    | 11          |
| 12                  | 23 | Alexander Albon  | Williams-Mercedes          | 1:22.705               | 1:22.526               | N/A                    | 12          |
| 13                  | 77 | Valtteri Bottas  | Kick Sauber-Ferrari        | 1:22.506               | 1:22.538               | N/A                    | 13          |
| 14                  | 18 | Lance Stroll     | Aston Martin-Mercedes      | 1:22.522               | 1:22.599               | N/A                    | 14          |
| 15                  | 20 | Kevin Magnussen  | Haas-Ferrari               | 1:22.560               | 1:22.738               | N/A                    | 15          |
| 16                  | 11 | Sergio Pérez     | Red Bull Racing-Honda RBPT | 1:22.718               | N/A                    | N/A                    | PL          |
| 17                  | 22 | Yuki Tsunoda     | RB-Honda RBPT              | 1:22.722               | N/A                    | N/A                    | 16          |
| 18                  | 31 | Esteban Ocon     | Alpine-Renault             | 1:22.906               | N/A                    | N/A                    | 17          |
| 19                  | 24 | Zhou Guanyu      | Kick Sauber-Ferrari        | 1:22.948               | N/A                    | N/A                    | 18          |
| 20                  | 43 | Franco Colapinto | Williams-Mercedes          | 1:23.423               | N/A                    | N/A                    | PL          |
| 107% time: 1:27.050 |    |                  |                            |                        |                        |                        |             |
| Fontes:             |    |                  |                            |                        |                        |                        |             |

### Sprint
| Pos.                                                               | N° | Piloto           | Construtor                 | Voltas | Tempo/Retirada | Grid | Pontos |
| ------------------------------------------------------------------ | -- | ---------------- | -------------------------- | ------ | -------------- | ---- | ------ |
| 1                                                                  | 81 | Oscar Piastri    | McLaren-Mercedes           | 19     | 27:03.010      | 3    | 8      |
| 2                                                                  | 4  | Lando Norris     | McLaren-Mercedes           | 19     | +0.136         | 1    | 7      |
| 3                                                                  | 63 | George Russell   | Mercedes                   | 19     | +0.410         | 2    | 6      |
| 4                                                                  | 55 | Carlos Sainz Jr. | Ferrari                    | 19     | +1.326         | 4    | 5      |
| 5                                                                  | 16 | Charles Leclerc  | Ferrari                    | 19     | +5.073         | 5    | 4      |
| 6                                                                  | 44 | Lewis Hamilton   | Mercedes                   | 19     | +5.650         | 7    | 3      |
| 7                                                                  | 27 | Nico Hülkenberg  | Haas-Ferrari               | 19     | +8.508         | 9    | 2      |
| 8                                                                  | 1  | Max Verstappen   | Red Bull Racing-Honda RBPT | 19     | +10.368        | 6    | 1      |
| 9                                                                  | 10 | Pierre Gasly     | Alpine-Renault             | 19     | +14.513        | 8    |        |
| 10                                                                 | 20 | Kevin Magnussen  | Haas-Ferrari               | 19     | +15.485        | 15   |        |
| 11                                                                 | 14 | Fernando Alonso  | Aston Martin-Mercedes      | 19     | +19.204        | 11   |        |
| 12                                                                 | 77 | Valtteri Bottas  | Kick Sauber-Ferrari        | 19     | +23.351        | 13   |        |
| 13                                                                 | 18 | Lance Stroll     | Aston Martin-Mercedes      | 19     | +24.421        | 14   |        |
| 14                                                                 | 31 | Esteban Ocon     | Alpine-Renault             | 19     | +30.379        | 17   |        |
| 15                                                                 | 23 | Alexander Albon  | Williams-Mercedes          | 19     | +33.062        | 12   |        |
| 16                                                                 | 30 | Liam Lawson      | RB-Honda RBPT              | 19     | +34.356        | 10   |        |
| 17                                                                 | 22 | Yuki Tsunoda     | RB-Honda RBPT              | 19     | +35.102        | 16   |        |
| 18                                                                 | 43 | Franco Colapinto | Williams-Mercedes          | 19     | +35.639        | PL   |        |
| 19                                                                 | 24 | Zhou Guanyu      | Kick Sauber-Ferrari        | 19     | +1:11.436      | 18   |        |
| 20                                                                 | 11 | Sergio Pérez     | Red Bull Racing-Honda RBPT | 19     | +1:14.371      | PL   |        |
| Volta Mais Rápida: Charles Leclerc (Ferrari) – 1:23.923 (volta 18) |    |                  |                            |        |                |      |        |
| Fontes:                                                            |    |                  |                            |        |                |      |        |

### Treino classificatório
| Pos.                | Nº | Piloto           | Construtor                 | Q1       | Q2       | Q3       | Grid |
| ------------------- | -- | ---------------- | -------------------------- | -------- | -------- | -------- | ---- |
| 1                   | 1  | Max Verstappen   | Red Bull Racing-Honda RBPT | 1:21.579 | 1:20.687 | 1:20.520 | 2    |
| 2                   | 63 | George Russell   | Mercedes                   | 1:21.241 | 1:21.069 | 1:20.575 | 1    |
| 3                   | 4  | Lando Norris     | McLaren-Mercedes           | 1:21.578 | 1:20.983 | 1:20.772 | 3    |
| 4                   | 81 | Oscar Piastri    | McLaren-Mercedes           | 1:21.821 | 1:21.121 | 1:20.829 | 4    |
| 5                   | 16 | Charles Leclerc  | Ferrari                    | 1:21.278 | 1:21.000 | 1:20.852 | 5    |
| 6                   | 44 | Lewis Hamilton   | Mercedes                   | 1:21.637 | 1:21.095 | 1:21.011 | 6    |
| 7                   | 55 | Carlos Sainz Jr. | Ferrari                    | 1:21.447 | 1:21.199 | 1:21.041 | 7    |
| 8                   | 14 | Fernando Alonso  | Aston Martin-Mercedes      | 1:21.608 | 1:21.208 | 1:21.251 | 8    |
| 9                   | 11 | Sergio Pérez     | Red Bull Racing-Honda RBPT | 1:21.675 | 1:21.425 | 1:21.425 | 9    |
| 10                  | 20 | Kevin Magnussen  | Haas-Ferrari               | 1:21.891 | 1:21.387 | 1:21.500 | 10   |
| 11                  | 10 | Pierre Gasly     | Alpine-Renault             | 1:21.843 | 1:21.437 | N/A      | 11   |
| 12                  | 24 | Zhou Guanyu      | Kick Sauber-Ferrari        | 1:22.103 | 1:21.501 | N/A      | 12   |
| 13                  | 77 | Valtteri Bottas  | Kick Sauber-Ferrari        | 1:21.927 | 1:21.731 | N/A      | 13   |
| 14                  | 22 | Yuki Tsunoda     | RB-Honda RBPT              | 1:22.364 | 1:21.771 | N/A      | 14   |
| 15                  | 18 | Lance Stroll     | Aston Martin-Mercedes      | 1:22.011 | 1:21.911 | N/A      | 15   |
| 16                  | 23 | Alexander Albon  | Williams-Mercedes          | 1:22.390 | N/A      | N/A      | 16   |
| 17                  | 30 | Liam Lawson      | RB-Honda RBPT              | 1:22.411 | N/A      | N/A      | 17   |
| 18                  | 27 | Nico Hülkenberg  | Haas-Ferrari               | 1:22.442 | N/A      | N/A      | 18   |
| 19                  | 43 | Franco Colapinto | Williams-Mercedes          | 1:22.594 | N/A      | N/A      | 19   |
| 20                  | 31 | Esteban Ocon     | Alpine-Renault             | 1:22.714 | N/A      | N/A      | 20   |
| 107% time: 1:26.927 |    |                  |                            |          |          |          |      |
| Fontes:             |    |                  |                            |          |          |          |      |

### Corrida
| Pos.                                                                     | Nu. | Piloto           | Construtor                 | Voltas | Tempo/Retirado          | Grid | Pontos |
| ------------------------------------------------------------------------ | --- | ---------------- | -------------------------- | ------ | ----------------------- | ---- | ------ |
| 1                                                                        | 1   | Max Verstappen   | Red Bull Racing-Honda RBPT | 57     | 1:31:05.323             | 2    | 25     |
| 2                                                                        | 16  | Charles Leclerc  | Ferrari                    | 57     | +6.031                  | 5    | 18     |
| 3                                                                        | 81  | Oscar Piastri    | McLaren-Mercedes           | 57     | +6.819                  | 4    | 15     |
| 4                                                                        | 63  | George Russell   | Mercedes                   | 57     | +14.104                 | 1    | 12     |
| 5                                                                        | 10  | Pierre Gasly     | Alpine-Renault             | 57     | +16.782                 | 11   | 10     |
| 6                                                                        | 55  | Carlos Sainz Jr. | Ferrari                    | 57     | +17.476                 | 7    | 8      |
| 7                                                                        | 14  | Fernando Alonso  | Aston Martin-Mercedes      | 57     | +19.867                 | 8    | 6      |
| 8                                                                        | 24  | Zhou Guanyu      | Kick Sauber-Ferrari        | 57     | +25.360                 | 12   | 4      |
| 9                                                                        | 20  | Kevin Magnussen  | Haas-Ferrari               | 57     | +32.177                 | 10   | 2      |
| 10                                                                       | 4   | Lando Norris     | McLaren-Mercedes           | 57     | +35.762                 | 3    | 2      |
| 11                                                                       | 77  | Valtteri Bottas  | Kick Sauber-Ferrari        | 57     | +50.243                 | 13   |        |
| 12                                                                       | 44  | Lewis Hamilton   | Mercedes                   | 57     | +56.122                 | 6    |        |
| 13                                                                       | 22  | Yuki Tsunoda     | RB-Honda RBPT              | 57     | +1:01.100               | 14   |        |
| 14                                                                       | 30  | Liam Lawson      | RB-Honda RBPT              | 57     | +1:02.656               | 17   |        |
| 15                                                                       | 23  | Alexander Albon  | Williams-Mercedes          | 56     | +1 lap                  | 16   |        |
| Ret                                                                      | 27  | Nico Hülkenberg  | Haas-Ferrari               | 39     | Rodou e preso na britas | 18   |        |
| Ret                                                                      | 11  | Sergio Pérez     | Red Bull Racing-Honda RBPT | 38     | Rodou                   | 9    |        |
| Ret                                                                      | 18  | Lance Stroll     | Aston Martin-Mercedes      | 8      | Dano após colisão       | 15   |        |
| Ret                                                                      | 31  | Esteban Ocon     | Alpine-Renault             | 0      | Colisão                 | 20   |        |
| Ret                                                                      | 43  | Franco Colapinto | Williams-Mercedes          | 0      | Colisão                 | 19   |        |
| Volta Mais Rápida: Lando Norris (McLaren-Mercedes) – 1:22.384 (volta 56) |     |                  |                            |        |                         |      |        |
| Fontes:                                                                  |     |                  |                            |        |                         |      |        |

## Curiosidades
- Última corrida de Esteban Ocon pela Alpine. O francês foi retirado da última corrida da temporada para participar nos testes de pós-temporada com a Haas, dando lugar à Jack Doohan fazer sua estreia em Abu Dhabi.
- Primeiros e únicos pontos de Guanyu Zhou no ano além de ser os últimos de sua carreira. Também foram os primeiros pontos para a equipe com o nome de Kick Sauber.
- Última corrida na história da Fórmula 1 a usar o sistema de ponto extra pela volta mais rápida.

## Voltas na liderança
| Nº de Voltas | Piloto         | Voltas |
| ------------ | -------------- | ------ |
| 57           | Max Verstappen | 1-57   |

## Tabela do campeonato após a corrida
|        | Pos. | Piloto           | Pontos |
| ------ | ---- | ---------------- | ------ |
|        | 1    | Max Verstappen*  | 429    |
|        | 2    | Lando Norris     | 349    |
|        | 3    | Charles Leclerc  | 341    |
|        | 4    | Oscar Piastri    | 291    |
|        | 5    | Carlos Sainz Jr. | 272    |
| Fonte: |      |                  |        |

|        | Pos. | Construtor                 | Pontos |
| ------ | ---- | -------------------------- | ------ |
|        | 1    | McLaren-Mercedes           | 640    |
|        | 2    | Ferrari                    | 619    |
|        | 3    | Red Bull Racing-Honda RBPT | 581    |
|        | 4    | Mercedes                   | 446    |
|        | 5    | Aston Martin-Mercedes      | 92     |
| Fonte: |      |                            |        |